# Висока над Ухом
Висока над Ухом (слч. Vysoká nad Uhom) насељено је мјесто са административним статусом сеоске општине (слч. obec) у округу Михаловце, у Кошичком крају, Словачка Република.

## Становништво
| Година:    | 1994. | 2004.    | 2014.   | 2024.   |
| ---------- | ----- | -------- | ------- | ------- |
| Број људи: | 926   | 796      | 811     | 744     |
| Разлика:   |       | -14,03 % | +1,88 % | -8,26 % |

| Година:    | 2023. | 2024.   |
| ---------- | ----- | ------- |
| Број људи: | 747   | 744     |
| Разлика:   |       | -0,40 % |

Према подацима о броју становника из 2011. године насеље је имало 807 становника.